# Nikon D610
D600 (D750)
Le Nikon D610 est un appareil photographique reflex numérique grand public fabriqué par Nikon. Équipé d'un capteur de 24,3 millions de pixels au format FX, il est révélé au public le 8 octobre 2013. Son "prix public conseillé" est alors de 1.899,00 €.
Il s'agit d'une évolution mineure du Nikon D600, dont le D610 ne diffère que par un obturateur amélioré, la possibilité de déclenchements silencieux en continu, une cadence maximale légèrement supérieure, et une balance des blancs améliorée. Ce lancement d'un nouveau produit, à peine plus d'un an après la sortie du D600, a généralement été perçu comme destiné à tirer un trait sur les problèmes de salissures rencontrés sur le capteur du D600,,. En décembre 2019, le site Phototrend annonce que Nikon va cesser la commercialisation du D610.

## Caractéristiques techniques
- Capteur CMOS au format FX (24 × 36) de 24,3 millions de pixels (Avec filtre passe-bas)
- Sensibilité de 100 à 6 400 ISO ; plage extensible de 50 ISO (équivalent) jusqu'à 25 600 ISO (équivalent) par amplification numérique.
- Processeur d'images EXPEED 3.
- Prises de vue consécutives à 6 vps (vues par seconde).
- Enregistrement de vidéo Full HD (1080p) à 30 images par seconde, en deux modes (FX et DX).
- Système autofocus à 39 points Multi-CAM4800.
- Mesure lumière matricielle basée sur un capteur RVB de 2 016 photosites.
- Viseur de type reflex avec pentaprisme, couvrant environ 100 % de l'image.
- Mode de prise de vue silencieux, avec la possibilité de déclenchements silencieux continus à 3 images par seconde.